# Mouvement Jeunes Communistes de France
Die Mouvement Jeunes communistes de France (MJCF), auch oftmals „JC“ (für Jeunesse communiste, historisch erster Name), ist eine politische Jugendorganisation, die eng mit der Parti communiste français zusammenarbeitet.
Die MJCF ist unabhängig von der PCF organisiert und beschließt selbst ihre Forderungen, Struktur und ernennt selbst die Vorsitzenden.

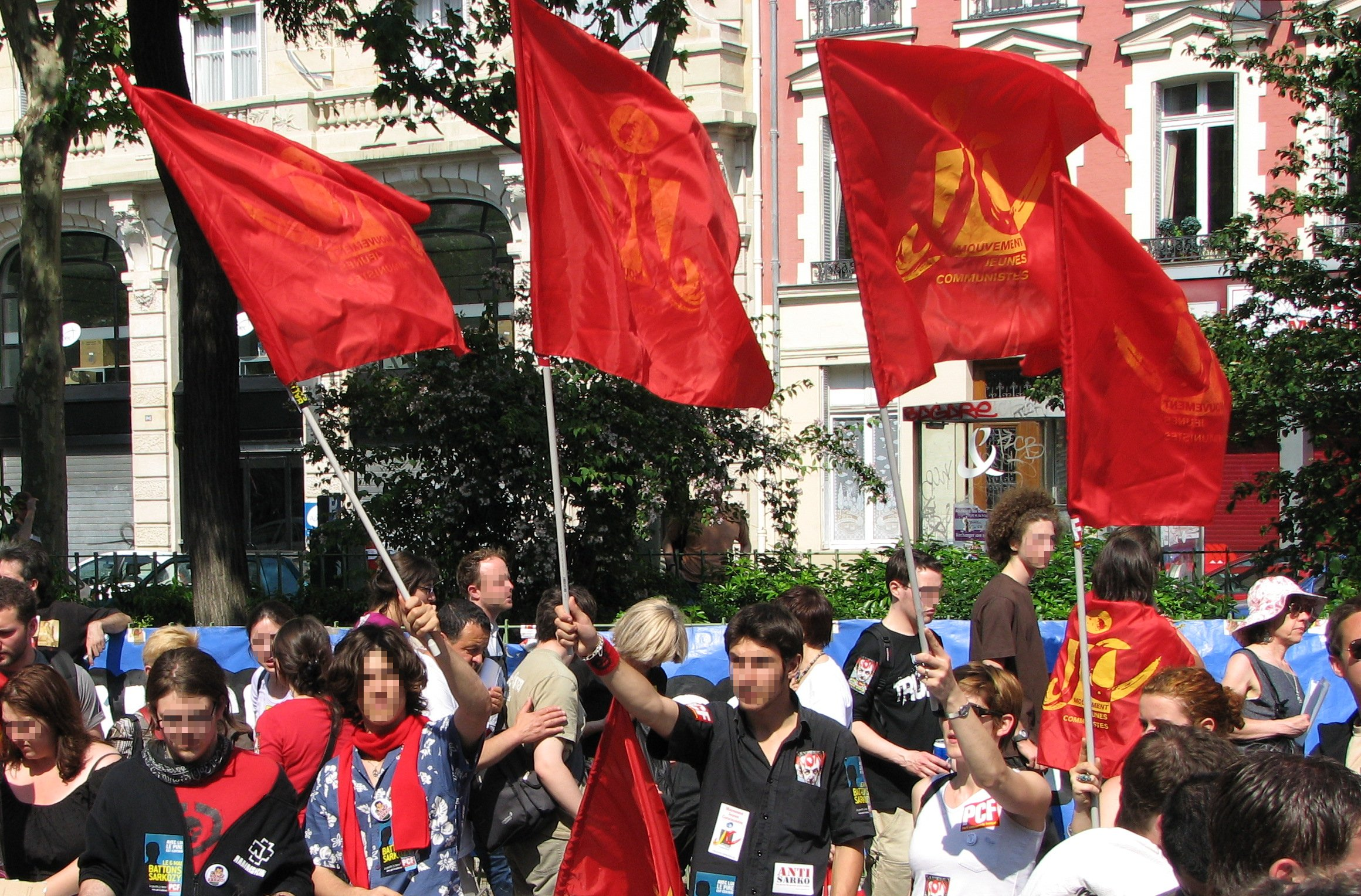
Demonstration der JC im Mai 2007

Die MJCF wurde 1920 als „Jeunesse communiste“ gegründet. Ihr Generalsekretär ist seit Februar 2009 Pierric Annoot, der während der Parlamentswahlen vom 28. Juni 2008 gewählt wurde. Laut eigener Statistik hat die MJCF mehr als 15.000 Mitglieder in ganz Frankreich
Die MFCJ publiziert das Monatsmagazin „Avant-garde“. Sie war bis zu dessen Auflösung Mitglied im European Network of Democratic Young Left und ist weiterhin Mitglied im Weltbund der Demokratischen Jugend.